# Porto il velo, adoro i Queen
Porto il velo, adoro i Queen è un film del 2016 diretto da Luisa Porrino.
Il film è ispirato all'omonimo libro di Sumaya Abdel Qader e racconta, attraverso la docufiction, la storia di tre ragazze musulmane residenti in Italia, al fine di smontare gli stereotipi nei confronti delle nuove generazioni di italiane.

## Distribuzione
Il film è stato presentato in concorso al Rome Independent Film Festival il 30 novembre 2016 ed è stato distribuito in cinema selezionati nel mese di marzo 2017.